# Limey-Remenauville
Limey-Remenauville és un municipi francès situat al departament de Meurthe i Mosel·la i a la regió del Gran Est. L'any 2007 tenia 200 habitants.

## Demografia

### Població
El 2007 la població de fet de Limey-Remenauville era de 200 persones. Hi havia 76 famílies, de les quals 16 eren unipersonals (12 homes vivint sols i 4 dones vivint soles), 28 parelles sense fills, 28 parelles amb fills i 4 famílies monoparentals amb fills.
La població ha evolucionat segons el següent gràfic:
Habitants censats

### Habitatges
El 2007 hi havia 85 habitatges, 76 eren l'habitatge principal de la família, 3 eren segones residències i 6 estaven desocupats. 79 eren cases i 6 eren apartaments. Dels 76 habitatges principals, 65 estaven ocupats pels seus propietaris, 10 estaven llogats i ocupats pels llogaters i 1 estava cedit a títol gratuït; 2 tenien tres cambres, 11 en tenien quatre i 63 en tenien cinc o més. 70 habitatges disposaven pel capbaix d'una plaça de pàrquing. A 28 habitatges hi havia un automòbil i a 44 n'hi havia dos o més.

### Piràmide de població
La piràmide de població per edats i sexe el 2009 era:
| Homes | Edats   | Dones |
| ----- | ------- | ----- |
| 0     | 95 o +  | 0     |
| 0     | 90 a 94 | 0     |
| 0     | 85 a 89 | 4     |
| 0     | 80 a 84 | 0     |
| 4     | 75 a 79 | 0     |
| 0     | 70 a 74 | 4     |
| 0     | 65 a 69 | 0     |
| 4     | 60 a 64 | 4     |
| 4     | 55 a 59 | 0     |
| 4     | 50 a 54 | 4     |
| 12    | 45 a 49 | 4     |
| 8     | 40 a 44 | 16    |
| 12    | 35 a 39 | 12    |
| 8     | 30 a 34 | 20    |
| 4     | 25 a 29 | 0     |
| 4     | 20 a 24 | 4     |
| 16    | 15 a 19 | 4     |
| 8     | 10 a 14 | 16    |
| 16    | 5 a 9   | 4     |
| 8     | 0 a 4   | 4     |

## Economia
El 2007 la població en edat de treballar era de 140 persones, 111 eren actives i 29 eren inactives. De les 111 persones actives 100 estaven ocupades (53 homes i 47 dones) i 11 estaven aturades (5 homes i 6 dones). De les 29 persones inactives 11 estaven jubilades, 12 estaven estudiant i 6 estaven classificades com a «altres inactius».

### Ingressos
El 2009 a Limey-Remenauville hi havia 73 unitats fiscals que integraven 200 persones, la mediana anual d'ingressos fiscals per persona era de 24.108 €.

### Activitats econòmiques
Dels 11 establiments que hi havia el 2007, 1 era d'una empresa alimentària, 1 d'una empresa de fabricació d'altres productes industrials, 4 d'empreses de construcció, 3 d'empreses de comerç i reparació d'automòbils, 1 d'una empresa immobiliària i 1 d'una entitat de l'administració pública.
Dels 6 establiments de servei als particulars que hi havia el 2009, 2 eren tallers de reparació d'automòbils i de material agrícola, 1 paleta, 1 guixaire pintor, 1 lampisteria i 1 electricista.
L'únic establiment comercial que hi havia el 2009 era una fleca.
L'any 2000 a Limey-Remenauville hi havia 9 explotacions agrícoles que ocupaven un total de 1.611 hectàrees.

## Poblacions més properes
El següent diagrama mostra les poblacions més properes.